# Ana Brnabić
Ana Brnabić (szerb cirill írással Ана Брнабић; Belgrád, 1975. szeptember 28. –) szerb politikus, államigazgatási és önkormányzati miniszter (2016–2017), majd 2017. június végétől a balkáni ország első női miniszterelnöke.

## Életrajz
Apai ágról horvát származású. Brnabić a Hulli Egyetemen szerzett MBA fokozatot, majd tíz éven keresztül nemzetközi szervezeteknél, külföldi befektetőknél, helyi önkormányzatoknál, illetve a közszférában dolgozott Szerbiában. 
2016 augusztusában államigazgatási és önkormányzati miniszternek nevezték ki. Emellett a szerb kormány Innovatív Vállalkozásokért és Információs Technológiáért Felelős Tanácsának, valamint a Nemzeti Kisebbségek Tanácsának elnöke és a Közigazgatási Reform Tanács alelnöke volt.
2017 júniusában Aleksandar Vučić köztársasági elnök kormányalakításra kérte fel, és miután a 250 fős szerb törvényhozás – két napig tartó heves vitát követően – támogatásáról biztosította a – jobbközép Szerb Haladó Párt (SNS), a baloldali Szerbiai Szocialista Párt (SPS) és a legnagyobb délvidéki magyar párt, a Vajdasági Magyar Szövetség (VMSZ) – koalíciós kormányt, az június 29-én hivatalba is lépett, a leszbikusságát nyíltan vállaló politikussal az élen.